# Еталон ялицево-смерекового насадження (Надвірнянський район, Довжинецьке лісництво)
Етало́н ялице́во-смере́кового наса́дження — ботанічна пам'ятка природи місцевого значення в Україні. Об'єкт розташований на території Надвірнянського району Івано-Франківської області, Довжинецьке лісництво, квартал 62, виділ 14. 
Площа — 5,2 га, статус отриманий у 1993 році.